# Rivnopillea, Simferopol
Rivnopillea (în ucraineană Рівнопілля) este un sat în comuna Kolciuhîne din raionul Simferopol, Republica Autonomă Crimeea, Ucraina.

## Demografie
Componența lingvistică a localității Rivnopillea
     Rusă (56,29%)
     Tătară crimeeană (28,1%)
     Ucraineană (15,15%)
     Alte limbi (0,18%)
Conform recensământului din 2001, majoritatea populației localității Rivnopillea era vorbitoare de rusă (56,29%), existând în minoritate și vorbitori de tătară crimeeană (28,1%) și ucraineană (15,15%).